# Caixa Econômica Estadual do Rio Grande do Sul
Caixa Econômica Estadual do Rio Grande do Sul foi uma instituição financeira brasileira, ligada ao Governo do Estado do Rio Grande do Sul. Foi criada em 1960, durante o governo de Leonel Brizola e depois incorporada ao Banco do Estado do Rio Grande do Sul, em 1998. Entre seus serviços, era destaque do banco o modelo de "Agência Drive Thru" na Avenida Protásio Alves em Porto Alegre, onde saldos, saques, transferências e pagamentos eram feitos direto do próprio carro.